# Oreochromis hunteri
Espèce
Statut de conservation UICN

 CR  : 
En danger critique
Synonymes
- Sarotherodon hunteri (Günther, 1889)
- Tilapia hunteri (Günther, 1889)[1]

Oreochromis hunteri est une espèce de poisson de la famille des cichlidae et de l'ordre des Cichliformes. Cette espèce est endémique de l'Afrique. Il fait partie des nombreuses espèces regroupées sous le nom de Tilapia.

## Répartition géographique
Cette espèce est endémique de l'Afrique. Cette espèce ce rencontre uniquement dans le lac Chala.